# Бучацкий, Якуб
Якуб Бучацкий из Подгаец (1430/1438 — 1501) — польский государственный деятель, каштелян галицкий (1472—1480), воевода подольский (1485—1497), генеральный староста подольский (с 1485 года), воевода русский (1497—1501), староста холмский и грубешовский (с 1497 года).

## Биография
Представитель польского шляхетского рода Бучацких герба «Абданк». Младший сын воеводы подольского Михаила Бучацкого (ум. 1438) и Эльжбеты Княгиницкой.
Участник войны Польши с Тевтонским орденом (1454—1466), был отмечен польским королём Казимиром IV Ягеллончиком в 1459 году.
Сделал своей резиденций Подгайцы и добавил к своей подписи «из Подгаец». В 1463 году возобновил отцовский фонд по закладке костёла, но перенес его на новое место при финансовой помощи Станислава и Яна Скарбеков из Саранчуков. После нападения татар в 1469 году Якуб Бучацкий заложил новый город Новые Подгайцы рядом со старым поселением. На реке Коропец, притоке Днестра, заложил замок. 30 мая 1490 года вместе со Станиславом Скарбеком, дидичем Саранчуков, выдал в Подгайцах грамоту, в которой увеличил материальное и денежное обеспечение приходского костела в Подгайцах, который он основал 30 ноября 1463 года вместе с Яном Скарбеком, тогдашним владельцем Саранчуков.
В 1472 году Якуб Бучацкий получил должность каштеляна галицкого, в 1485 году стал воеводой подольским и генеральным старостой подольским.
В 1497 году после разгрома польской армии в Буковине и гибели значительного количества шляхты Якуб Бучацкий получил должности воеводы русского, староста холмского и грубешовского. В ответ в 1498 году молдавский господарь Стефан III Великий при поддержке крымских татар предпринял поход на приграничные польские владения и опустошил Бучач и Подгайцы.

## Семья
Был женат на Анне из Спровы (ум. после 1503), в браке с которой имел трех сыновей и двух дочерей:
- Ян Анджей Бучацкий (1467/1470 — 1509), королевский ротмистр (1497) и дворянин (1502), подчаший королевский и староста равский
- Ян Феликс Бучацкий (ум. 1507/1509), королевский дворянин (1503) и кравчий, староста плонский
- Якуб Бучацкий (ок. 1469—1541), секретарь королевский (1503), епископ каменецкий (1507), холмский (1518) и плоцкий (1538), староста равский
- Беата Бучацкая, жена каштеляна белзского Ежи Крупского (1472—1548)
- Катажина Бучацкая (ок. 1480 — после 1558), жена гетмана польного коронного, каштеляна каменецкого и воеводы подольского Яна Творовского (ум. 1547)